# Bradnop
Bradnop – wieś w Anglii, w hrabstwie Staffordshire. Leży 33 km na północ od miasta Stafford i 217 km na północny zachód od Londynu.